# 瀬戸大橋通り
瀬戸大橋通り（せとおおはしどおり）は、香川県高松市の新開橋北詰交差点から郷東大橋東詰に至る都市計画道路高松海岸線の愛称である。
愛称の由来は、終点からさぬき浜街道を経由することにより瀬戸大橋坂出北ICへ行けることによるもので、1988年1月28日に制定された。

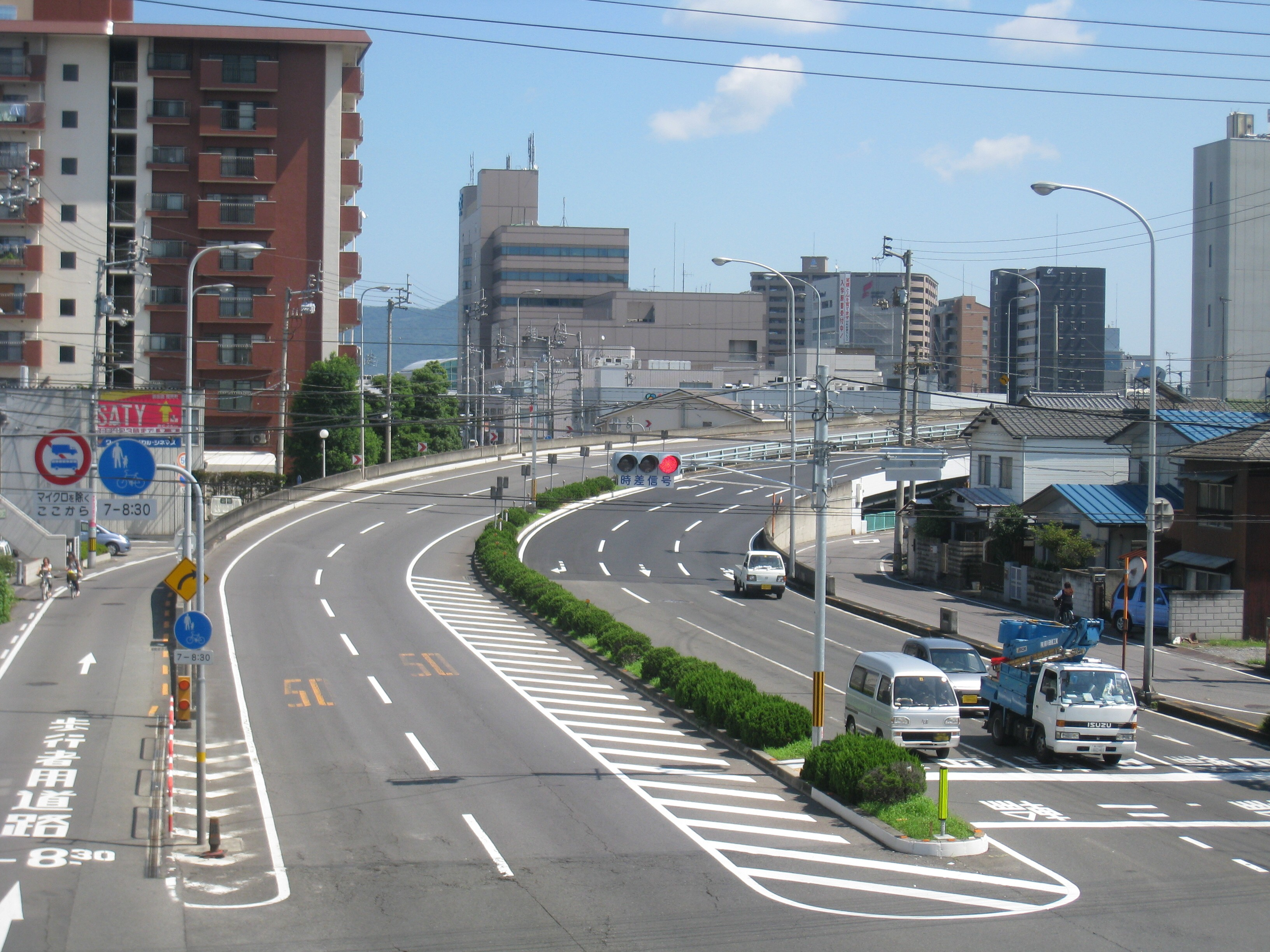
浜ノ町の大的場跨線橋

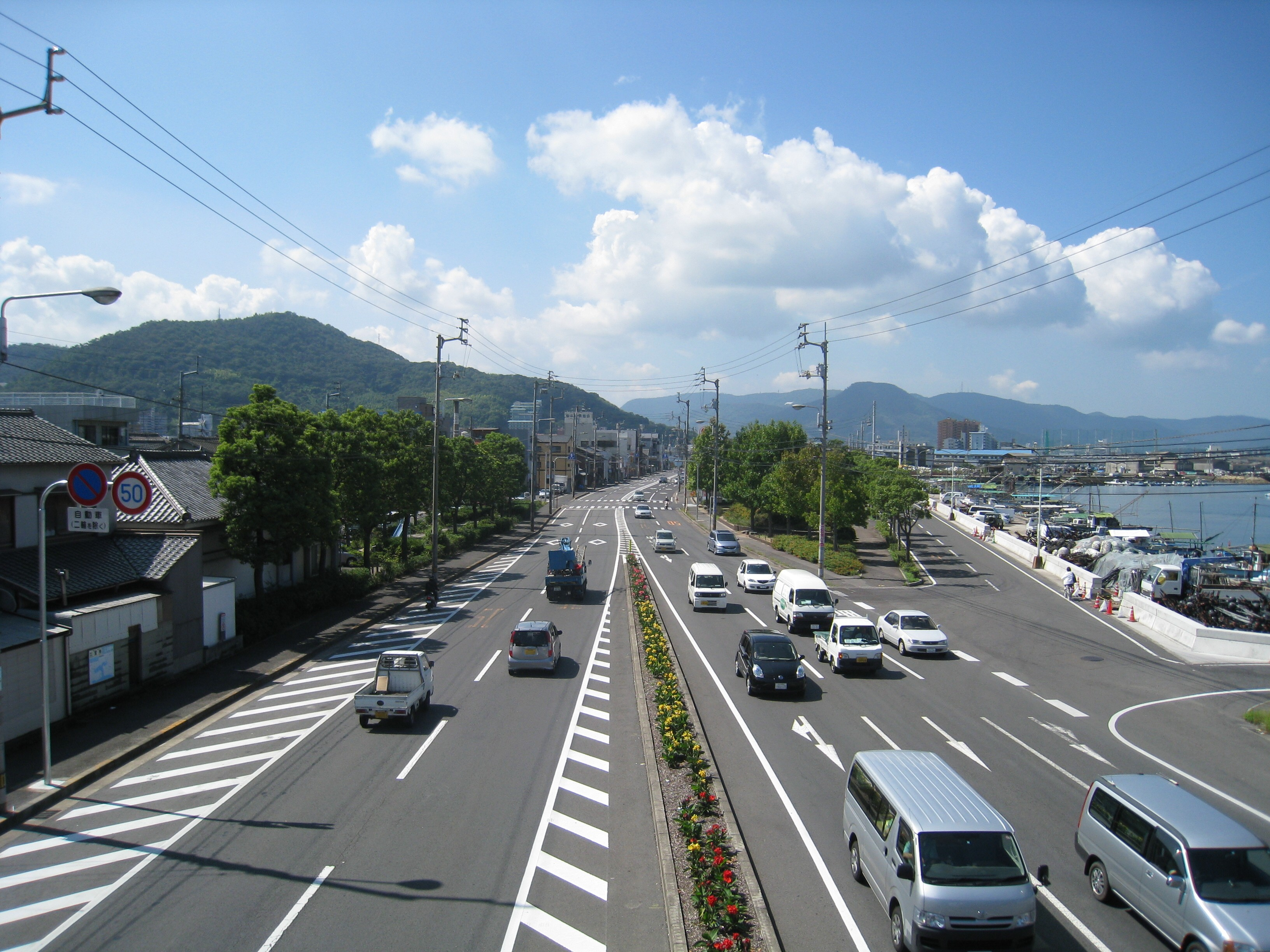
瀬戸内町部分

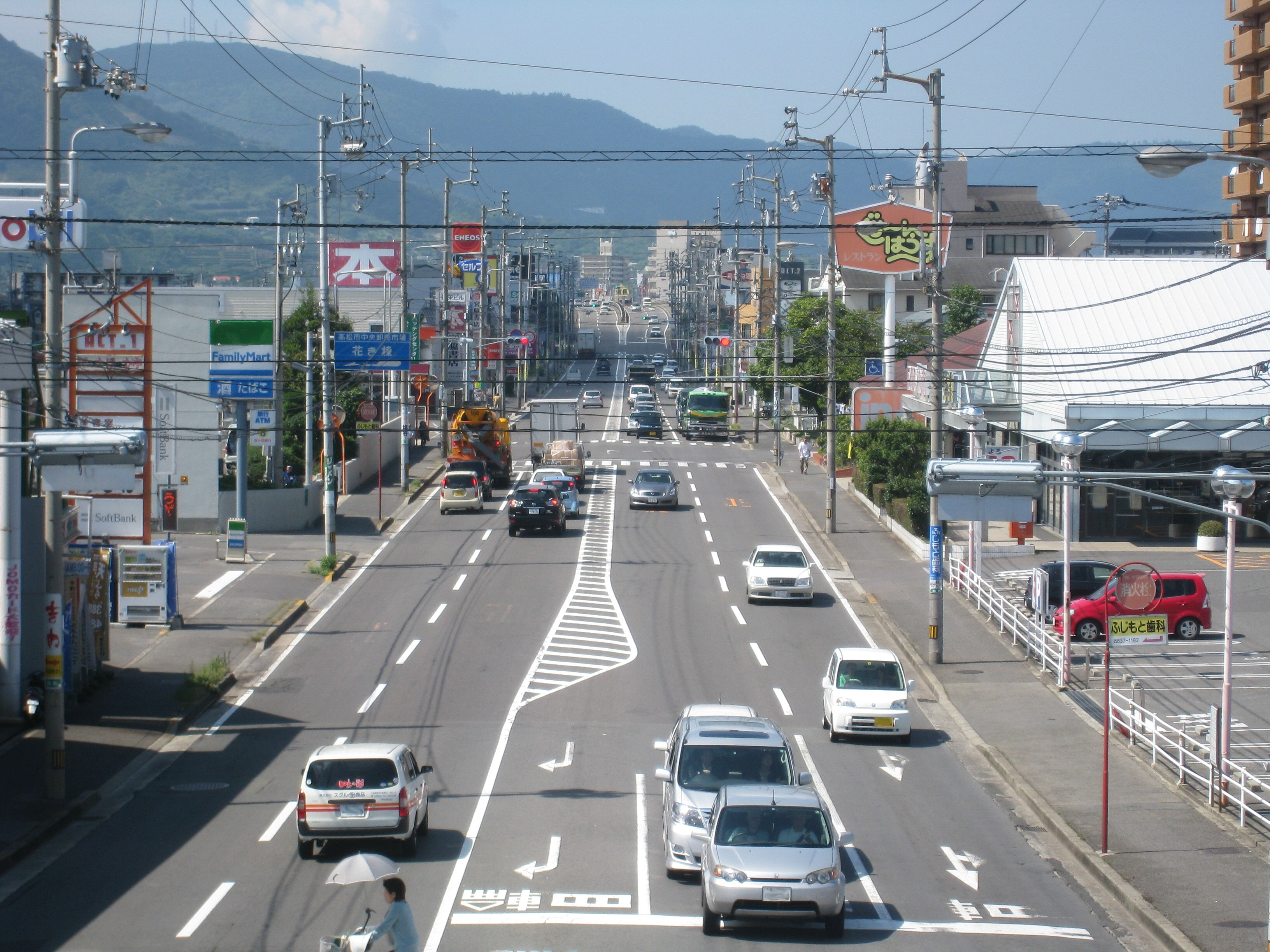
西町・茜町部分

## 概要
瀬戸大橋通りは、いずれも都市計画道路高松海岸線の一部である高松市道屋島西町17号線、高松市道高松海岸2号線及び高松市道高松海岸線の全線並びに香川県道157号高松東港線の一部に付けられた愛称で、高松市北端である海岸沿いを東西に走る6車線（一部暫定2車線）及び4車線の主要幹線道路である。
終点の郷東大橋東詰からは香川県道16号高松王越坂出線別線となり、以西は県道・市道区間が混在しながらさぬき浜街道として、坂出市や丸亀市など香川県における主要沿岸部の都市を経由して観音寺市へ至る。

## さぬき浜街道との境界
郷東大橋東詰以西はさぬき浜街道の愛称がついているが、当道路と一体化した連続した構造となっているため、また以東の当道路においても瀬戸大橋通りの愛称があまり定着していないことや、最北沿岸部を縦走するという共通の機能性から、地元メディア、県警資料などでも当道路をさぬき浜街道として扱う場合が多くなっている。
なお、道路標識においては瀬戸大橋通りとさぬき浜街道は別物として扱われている。すなわち「瀬戸大橋通り」の表示区間中に「さぬき浜街道」の標識は存在しない。終点である郷東大橋東詰に当道路の終了標識が存在し、それ以西にさぬき浜街道の標識が存在する。ただし、その郷東大橋東詰には瀬戸大橋通りの終了標識はあるものの、以西愛称のさぬき浜街道の開始標識は存在しないため、さぬき浜街道自体の起点は非常に曖昧である。
ちなみに、さぬき浜街道の坂出北IC付近にあった坂出市道区間（現在は香川県道192号瀬居坂出港線に編入）には「瀬戸大橋記念通り」の街路標識がある。

## 路線データ
- 本線（Google マップ）
  - 起点：香川県高松市屋島西町字亥浜2507番地16（新開橋北詰交差点・県道150号屋島停車場屋島公園線交点）
  - 終点：香川県高松市茜町840番地7[1]（郷東大橋東詰・県道16号高松王越坂出線別線接続点）
- 総延長：km
- 幅員：20m（4車線部分）
- 車線数：4車線、6車線（下水処理場北交差点-錦町）、暫定2車線（本町踏切-寿町交差点）、2車線（起点-汐入橋北詰交差点）
- 最高速度：50km/h（暫定2車線区間は40km/h）

構成道路路線名
- 起点-汐入橋北詰交差点：高松市道屋島西町17号線（路線番号：U0539）
- 汐入橋北詰交差点-下水処理場北交差点：高松市道高松海岸2号線（路線番号：U0094）
- 下水処理場北交差点-福岡町2丁目交差点：香川県道157号高松東港線
- 福岡町2丁目交差点-終点：高松市道高松海岸線（路線番号：A0060）
  - 西の丸町交差点-錦町交差点：香川県道173号高松停車場栗林公園線（市道高松海岸線との重複区間）

## 橋梁
- 新浜橋（L=36.0m、W=15.0+歩道7.0m）
- 屋島大橋（L=420.1m、W=14.6+歩道7.0m）
- 詰田川下橋（L=154.2m、W=14.6+歩道7.0m）
- 大的場跨線橋（L=269.0m、W=20.6m）
  - 大的場跨線歩道橋（L=123.1m、W=2.0m）
  - 大的場跨線歩道橋2号（L=211.7m、W=3.0m）
- 新摺鉢谷川橋（L=24.5m、W=15.0m）

## 都市計画道路指定
当道路は全線が都市計画道路に指定されており、指定名は一部構成市道名と同じく高松海岸線。（都）高松海岸線は当道路及び香川県道16号高松王越坂出線別線の各全線からなる。1946年6月5日、戦災復興院告示第39号により指定。車線数・名称の変更などを除く最終決定日は1991年12月13日。最終告示は、2004年5月17日の香川県告示第354号。
この都市計画道路の指定は、起点が新田町字本村の香川県道272号高松志度線との交点であるが起点-当道路までは未供用部分であるため、未供用部分が完成すれば当道路も香川県道272号高松志度線まで繋がることになる。ただし、予定地の大部分は住宅密集地であり、2014年4月の時点で工事の開始どころか用地買収も多くが進んでいない。
都市計画道路高松海岸線
- 指定部分：全線
- 路線番号：3・4・112
- 指定日：1946年6月5日

## 沿線施設
- 高松市東部下水処理場
- せとうち観光専門職短期大学（旧高松テルサ跡）
- 高松パブリックゴルフコース
- イオン高松東店（旧高松サティ）
- 高松市北消防署朝日分署
- 香川県市町村教員組合 ホテルマリンパレスさぬき
- 香川県自治会館
- 香川県産業会館
- ホテルパールガーデン（旧：ウェルシティ高松 香川県厚生年金会館）
- RNC総合住宅展示場 セトラ高松
- 香川県立武道館
- 高松市朝日町公園
- 高松市立朝日町庭球場
- 高松競輪場
- ベルコ高松支社
- 大川自動車高松営業所
- 高松城玉藻公園
- RNC西日本放送本社
- 四国電力本店
- 高松法務合同庁舎
  - 高松法務局
  - 高松高等検察庁
  - 高松地方検察庁
  - 高松区検察庁
  - 高松出入国在留管理局
  - 高松矯正管区
- 香川県高松北警察署
- 香川県JAビル
  - 香川県農業協同組合本店
- 穴吹医療福祉カレッジ・穴吹カレッジキャリアアップスクール
- 穴吹デザインカレッジ・穴吹ビューティーカレッジ
- シーサイドボウル高松
- 高松中央卸売市場
- マルヨシセンター茜町店
- 高松市公設花き地方卸売市場[7]

## 通過する自治体
- 香川県高松市

## 交差・接続している道路
| 接続する道路 北← ＜瀬戸大橋通り＞ →南                         | 接続する道路 北← ＜瀬戸大橋通り＞ →南 | 交差点       | 交差点 |
| ------------------------------------------------------------- | ------------------------------------- | ------------ | ------ |
| 県道150号屋島停車場屋島公園線                                 | 県道150号屋島停車場屋島公園線         | 新開橋北詰   | 高松市 |
| 市道屋島東山崎線                                              | 市道屋島東山崎線                      | 汐入橋北詰   | 高松市 |
| 汐入川                                                        | 汐入川                                | 新浜橋       | 高松市 |
| 相引川                                                        | 相引川                                | 屋島大橋     | 高松市 |
| 新川                                                          |                                       | 屋島大橋     | 高松市 |
| 春日川                                                        |                                       | 屋島大橋     | 高松市 |
| 詰田川                                                        | 詰田川                                | 詰田川下橋   | 高松市 |
| 県道157号高松東港線                                           | 市道福岡林線                          | 下水処理場北 | 高松市 |
| -                                                             | 県道157号高松東港線                   | 福岡町2丁目  | 高松市 |
| 臨港道路朝日町本線                                            | 臨港道路朝日町本線                    | 武道館前     | 高松市 |
| 杣場川                                                        |                                       |              | 高松市 |
| 県道159号高松港線                                             | 県道159号高松港線                     | 城東町1丁目  | 高松市 |
| 市道高松港海岸線                                              |                                       |              | 高松市 |
| ＜フェリー通り＞ 市道魚屋町栗林線                             | ＜フェリー通り＞ 市道魚屋町栗林線     | 本町踏切     | 高松市 |
| -                                                             | 市道兵庫町丸の内線                    |              | 高松市 |
| ＜中央通り＞ 国道30号                                         | ＜中央通り＞ 国道30号                 | 寿町         | 高松市 |
| 県道173号高松停車場栗林公園線                                 | 市道西の丸町兵庫町線                  | 西の丸町     | 高松市 |
| 市道浜ノ町錦町線                                              | 県道173号高松停車場栗林公園線         | 錦町         | 高松市 |
| 摺鉢谷川                                                      | 摺鉢谷川                              | 新摺鉢谷川橋 | 高松市 |
| ↓＜さぬき浜街道＞県道16号高松王越坂出線別線（香西・坂出方面） |                                       |              |        |